# Panathinaikos Athen (Baseball)
Panathinaikos Athlitikos Omilos (Kurzform: PAO) (griechisch: Παναθηναϊκός  Αθλητικός Όμιλος anhörenⓘ, ΠAO) bezeichnet auch die nicht mehr aktive Baseball-Abteilung von Panathinaikos Athlitikos Omilos (Gesamt-Athener Sportklub) aus Athen. Diese spielte in der Greek Baseball League, der höchsten Liga des Landes und war vor deren Einstellung der letzte Meister.

## Geschichte
Gegründet würde die Baseballabteilung von Panathinaikos Athen im März 2014. Sein erstes offizielles Pflichtspiel gab Panathinaikos gegen Aris Thessaloniki bei einer Begegnung um den griechischen Vereinspokal. Athen erreichte im Wettbewerb das Finale, unterlag jedoch dort dem Stadtrivalen Marousi 2004 mit 9-19. Im gleichen Jahr traf der Verein in der Finalserie um griechische Meisterschaft erneut auf Marousi und konnte mit 3-0 Siegen den ersten Titelgewinn der Vereinsgeschichte erreichen.
Sein erstes internationales Spiel gab Panathinaikos am 15. Juni 2015. Im Rahmen der Qualifikation für den European Cup unterlag der Verein vor heimischem Publikum den Zürich Barracudas mit 7-8. Zwei Tage später am 17. Juni 2015 erreichte der Verein seinen ersten Sieg auf internationaler Ebene. Gegner war Atletico Alexandria aus Rumänien, welcher mit 12-2 deutlich geschlagen werden konnte.
Nachdem im Herbst 2015 der griechische Baseballverband seinen Betrieb und somit auch die Austragung einer nationalen Meisterschaft einstellte, löste Panathinaikos im September 2015 seine Baseball-Abteilung auf.

## Spielstätte
Seine Heimspiele trug Panathinaikos im Elliniko Olympic Softball Centre aus. Mit einem Fassungsvermögen von 4.800 Zuschauern ist es das größte Baseballstadion Griechenlands. Errichtet wurde das Stadion anlässlich der 2004 in Athen ausgetragenen Olympischen Spiele.

## Titel
- Griechischer Meister: 2014